# 11 Macedońska Dywizja Piechoty
11 Macedońska Dywizja Piechoty (bułg. Единадесета пехотна македонска дивизия) – bułgarski związek taktyczny  okresu Trzeciego Carstwa z lat 1912–1913 i 1915–1918.
Sformowana w 1912 jako 11 Dywizja Zbiorcza i po zakończeniu II wojny bałkańskiej w 1913 rozformowana. W 1915 sformowana ponownie jako 11 Macedońska DP. Rozformowana w 1918.

## Formowanie i działania

### Wojny bałkańskie
Napięte stosunki międzynarodowe na Bałkanach spowodowały, że car Bułgarii Ferdynand I 30 września 1912 ogłosił powszechną mobilizację. Pod koniec października 1912, w celu wzmocnienia 2 Armii w Swilengradzie, rozpoczęto formowanie 11 Dywizji Piechoty. Zapleczem do jej tworzenia były czety Macedońsko-Odrinskiego Pospolitego Ruszenia.
30 lipca 2013 w Bukareszcie rozpoczęły się rokowania pokojowe, a dzień później weszło w życie zawieszenie broni. Po podpisaniu pokoju w Bukareszcie car Ferdynand I ogłosił demobilizację armii. Wykonując rozkaz o demobilizacji, w sierpniu 1913, rozformowano 11 Dywizję Piechoty.

### I wojna światowa
W świetle narastającego zagrożenia wojennego, na początku lipca 1914 w sztabie Armii Bułgarskiej rozpoczęto prace nad uaktualnieniem planów mobilizacyjnych. Ogłoszone w marcu 1915 wytyczne w sprawie mobilizacyjnego rozwinięcia jednostek zintensyfikowały proces szkolenia rezerw osobowych. Na początku września 1915, bataliony szkolące rezerwę utworzyły sześć pułków kadrowych. Weszły one później w skład tzw. Dywizji Kadrowej, która już po ogłoszeniu mobilizacji i uzupełnieniu jej składu przez macedońskich ochotników została przemianowana na 11 Macedońską Dywizję Piechoty.
Dywizja początkowo stacjonowała na froncie rumuńskim w składzie 3 Armii. W związku z zagrożeniem, jakie powstało w wyniku wylądowania w Salonikach jednostek brytyjsko-francuskiego korpusu ekspedycyjnego, dywizja przegrupowana została na południe i przekazana do dyspozycji dowódcy 2 Armii gen. lejt. Todorowa.
Na początku 1916, po konferencji w Niszu, dowództwo niemieckie wycofało gros swoich jednostek z Bałkanów, a wojska bułgarskie zostały rozmieszczone nad granicą grecką blokując oddziały Ententy zgrupowane w Salonikach. Na prawym skrzydle zgrupowania obronnego znajdowała się  2 Armia bułgarska w składzie 7 Rilskiej DP, 11 Macedońskiej DP i 2 Brygady Piechoty z 3 Bałkańskiej DP oraz Dywizji Kawalerii. Dowodzenie 2 Armią bułgarską pozostawało w gestii Kwatery Głównej Armii Bułgarskiej. 
16 września 1918 wojska Ententy uderzyły na odcinku Wardar – jezioro Dojran. XII Korpus Piechoty Sprzymierzonych, składający się z czterech dywizji brytyjskich i dwóch greckich nie był w stanie przełamać silnie ufortyfikowanych pozycji bronionych przez  9 Plewneńską DP i 1 Brygadę ze składu 11 DP. Pomimo użycia w kolejnych dniach przez Brytyjczyków gazów bojowych i lotnictwa Bułgarzy obronili swoje pozycje, a dowództwo alianckie zrezygnowało z dalszych prób przełamania bułgarskiej obrony na tym odcinku frontu.
W połowie 1919 rozformowano 1 Macedońską DP.